# Pseudophoxinus handlirschi
Pseudophoxinus handlirschi là một loài cá vây tia trong họ Cyprinidae.
Nó chỉ được tìm thấy ở Thổ Nhĩ Kỳ.
Môi trường sống tự nhiên của chúng là hồ nước ngọt.